# Gbemisola Oke
Gbemisola Oke (tên khai sinh Gbemisola Aderemi Aderinokun) là giáo sư người Nigeria về Nha chu và Nha khoa Cộng đồng tại Đại học Ibadan. Bà là Phó hiệu trưởng từ năm 2015 đến 2017. Cô cũng đã chiếm các vị trí hành chính như Trưởng khoa, Khoa Nha khoa và Giám đốc, Trung tâm khởi nghiệp và đổi mới tại Đại học Ibadan.

## Cuộc sống ban đầu và giáo dục
Oke có bằng cấp đầu tiên tại Đại học Ibadan từ năm 1976 đến 1981. Sau đó, bà tiếp tục đến Hoa Kỳ để chuyên về sức khỏe cộng đồng, lấy bằng thạc sĩ về Sức khỏe Cộng đồng vào năm 1985. Sau đó, bà trở về Nigeria để bắt đầu và hoàn thành luận án về Dịch tễ học từ 1987 đến 1997. Bà là thành viên của nhiều cơ quan chuyên môn bao gồm Hiệp hội Y khoa Nigeria, Hiệp hội Nha khoa Nigeria, Hiệp hội Nghiên cứu Nha khoa Quốc tế, Hiệp hội Phụ nữ và AIDS ở Châu Phi trong số những người khác.

## Ấn phẩm và vai trò hành chính
Từ năm 2007 đến 2010, Oke là Trưởng khoa, Khoa Nha khoa tại Đại học Ibadan. Cho đến khi được bổ nhiệm làm Phó hiệu trưởng vào năm 2015, bà là Giám đốc, Trung tâm khởi nghiệp và đổi mới. Vào tháng 1 năm 2015, bà được bổ nhiệm làm Phó hiệu trưởng, thay thế Phó hiệu trưởng tương lai, Abel Idowu Olayinka. Bà là người phụ nữ thứ hai đảm nhận vị trí này.
Vào năm 2015, bà đã quan sát thấy rằng sự thối rữa răng ít lan tràn hơn ở Nigeria, so với các nước phát triển ở chỗ chúng ta ít phụ thuộc vào thực đơn có đường. Bà nhấn mạnh sự cần thiết phải sử dụng kem đánh răng có chứa fluoride vì điều đó sẽ làm giảm nguy cơ sâu răng.
Phát biểu tại một trong những trung tâm nha khoa cộng đồng do bà thành lập, Oke nhấn mạnh sự cần thiết của loại hình này, đồng thời nêu bật niềm tin mê tín về chăm sóc sức khỏe răng miệng và gánh nặng tài chính để giữ chi phí phải chăng là một nhược điểm lớn trong việc hoàn thành mục tiêu của bà để xác định lại nha khoa hệ thống ở Nigeria.